# Akkoord van Matignon (1988)
Het Akkoord van Matignon werd gesloten op 26 juni 1988 tussen voor- en tegenstanders van onafhankelijkheid voor het Franse overzeese gebied Nieuw-Caledonië. Het akkoord werd bemiddeld door de Franse eerste minister Michel Rocard. Het voorzag een periode van tien jaar voor economische en institutionele hervormingen voor er een onafhankelijkheidsreferendum zou worden georganiseerd.

## Voorgeschiedenis

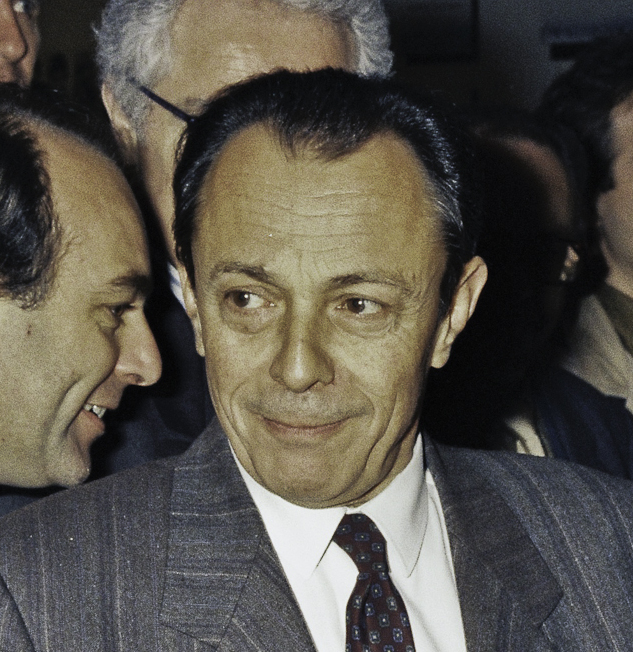
Michel Rocard

Onder het presidentschap van François Mitterand was er geen vooruitgang geboekt inzake de toekomst van Nieuw-Caledonië. Het plan van de hoge afgevaardigde Edgard Pisani uit 1984 dat voorzag in bijna-onafhankelijkheid (alleen Defensie en Buitenlandse Zaken zouden een Franse bevoegdheid blijven) strandde. In de aanloop naar de Franse presidentsverkiezingen van 1988 vond er in april 1988 een bloedbad plaats op het eiland Ouvéa. Radicale Kanaken vielen een post van de gendarmerie aan. Ze doodden vier gendarmes en gijzelden er 24. Een eerste groep gijzelaars werd na enkele dagen vrijgelaten. De gijzelnemers verschansten zich met de overgebleven vijftien gijzelaars in een grot. Na een beleg van twee weken en nadat onderhandelingen waren vastgelopen, werd de grot bestormd. Twee gendarmes en negentien Kanaken werden hierbij gedood. Deze zaak bracht Nieuw-Caledonië op de rand van een burgeroorlog. Op 8 mei benoemde François Mitterand, die opnieuw was verkozen, Michel Rocard aan als eerste minister.

## Onderhandelingen
Rocard had de dekolonisatie van de Franse koloniën meegemaakt en zocht de dialoog. Hij nodigde ambtenaren maar ook vertegenwoordigers van de katholieke en protestantse gemeenschappen en van de vrijmetselaars op de eilanden uit voor overleg. Op 26 juni 1988 werd een akkoord gesloten tussen de FLNKS van Jean-Marie Tjibaou (Kanaken voor onafhankelijkheid) en de RPCR van Jacques Lafleur (loyalisten tegen onafhankelijkheid).

## Akkoord

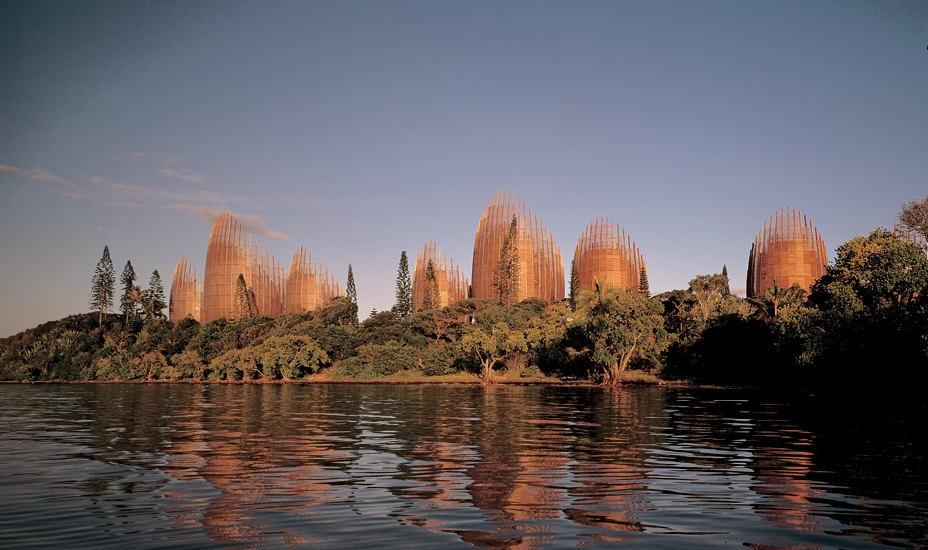
Centre culturel Tjibaou

Het Akkoord van Matignon, gevolgd door het Akkoord van Oudinot (augustus 1988), voorzag op een rustperiode van tien jaar. Tijdens deze periode zou worden ingezet op economische en institutionele ontwikkeling. Er werd een weg aangelegd tussen Koné en Tiwaka, er werden drie provincies met eigen bevoegdheden opgericht en de Kanaakse taal en cultuur werden verder ondersteund, onder andere door de oprichting van het Centre culturel Tjibaou. In 1998 zou dan een onafhankelijkheidsreferendum worden georganiseerd.
Het akkoord werd op 6 november 1988 door een meerderheid van de Franse bevolking goedgekeurd tijdens een referendum.

## Gevolgen
Jean-Marie Tjibaou werd in 1989 vermoord door een Kanak die tegen het akkoord was. In 1998 stelde het Akkoord van Nouméa het onafhankelijkheidsreferendum twintig jaar uit in ruil voor bijkomende institutionele hervormingen.